# Eric Villanueva Mukul
Eric Eber Villanueva Mukul (Tekit, Yucatán, México, 16 de octubre de 1953) es un político, miembro del Partido de la Revolución Democrática. Se ha desempeñado como diputado en la LVIII Legislatura del Congreso de la Unión de México. Fue presidente de la Cámara de Diputados durante el primer periodo del tercer año de ejercicio.

## Datos biográficos
Es Doctor en Ciencias Históricas por la Facultad de Historia y Filosofía de la Universidad de La Habana. Es economista egresado de la Facultad de Economía de la Universidad Autónoma de Yucatán.  
Fue tesorero de la Unidad de Fomento Industrial del gobierno del estado de Yucatán de enero a abril de 1976. 
Investigador de tiempo completo del Departamento de Estudios Económicos y Sociales de la Universidad de Yucatán, de 1978 a 1979. 
Asesor metodológico a nivel regional, de la Dirección General de Organización de los Productores Rurales en la Secretaría de Agricultura de 1978 a 1981. 
Fue investigador del Instituto de Investigaciones Económicas de la Universidad Nacional Autónoma de México para la realización de diferentes proyectos entre noviembre de 1981 a febrero de 1983. 
Subdirector académico e investigador titular del Centro Regional del Sureste del Instituto Nacional de Antropología e Historia, del 1 de marzo de 1983 a diciembre de 1984. 
Director del Centro de Estudios para el Desarrollo Regional, A.C. de 1985 a 1991. 
Director de apoyos al desarrollo rural de la Secretaría de Desarrollo Económico, gobierno del D.F. diciembre de 1997 a julio de 1998.
Director general de Estudios Legislativos: Investigaciones Sociales del Instituto Belisario Domínguez. Senado de la República. 1 de agosto de 2011 a 31 de octubre de 2012. 
Fue director general de Instituto para el Desarrollo de la Cultura Maya del Estado de Yucatán octubre de 2018-2024 
Profesor investigador por más de 14 años en la Facultad de Ciencias Antropológicas de la UADY. 
Ha publicado 36 libros sobre diferentes temas, en particular el desarrollo rural, el desarrollo regional, desarrollo económico y las finanzas públicas. También ha escrito sobre el sistema político y la historia económica de Yucatán y de México. 40 ensayos publicados en revistas especializadas de cuatro universidades y centros de investigación del país. 
Articulista y colaborador de varios periódicos, como La Jornada (periódico de México), Uno más Uno, El Día, El Nacional y Por Esto!, con más de 150 artículos y ensayos. 
Es asesor y miembro de varias organizaciones de productores e indígenas como la Unión Nacional de Trabajadores Agrícolas, UFIC, CONORP, entre otras.  Ha publicado los libros: 
- Crisis Henequenera y Movimientos Campesinos en Yucatán (INAH, 1985);
- El Henequén en Yucatán (Maldonado Editores, 1990)
- La Formación de las Regiones en la Agricultura (Maldonado Editores, 1990).
- El fin del oro verde. Cámara de Diputados de México, 2009.
- Yucatán: historia y cultura henequenera. Tres Tomos. Instituto de Cultura de Yucatán. Amazon. 2010, 2012 y 2021.
- Los Insurrectos. Movimiento indígena en Yucatán. Maldonado Editores/Sintropía. 2015.
- Los retos globales para la democracia. 2016.
- La ciudad convulsa. Mérida en los años treinta. Amazon. 2023.
- Mayas en los Estados Unidos. Amazon. Diciembre, 2024.

Fue director general de Sintropía en el Instituto de Estudios Estratégicos y Políticas Públicas, AC.
2012-2015.
Fue director general del Instituto de la Cultura Maya del Estado de Yucatán, INDEMAYA. 2018-2024.

## Actividad política
En 2006 manifestó públicamente su interés en ser candidato de su partido, el PRD, a Gobernador de Yucatán en las Elecciones de 2007 y se registró como precandidato, sin embargo, el PRD prefirió inicialmente ir con la candidatura externa de la expanista Ana Rosa Payán, candidatura que causó una amplia controversia a nivel nacional y que fue finalmente rechazada por el consejo nacional perredista, ante ello, Villanueva Mukul reiteró su postulación, aunque manifestando que solo aceptaría la candidatura si contaba con el apoyo de todo el partido, ante los problemas suscitados por el caso de Ana Rosa Payán.
Fue registrado por la dirigencia nacional del PRD para contender como candidato a gobernador de Yucatán en las elecciones estatales en Yucatán de 2012.